# Triple Crown (Hochschulakkreditierung)
Der Begriff Triple Crown wird vor allem im Hochschulbereich verwendet, wenn eine Wirtschaftshochschule (im Ausland häufig genannt: Business School) von den drei einflussreichen Akkreditierungsstellen aus Kontinentaleuropa, den USA und England akkreditiert ist. Diese drei Institute akkreditieren entweder die gesamte Hochschule (EQUIS, AACSB) oder nur einen Studiengang (AMBA). Nur 1 % aller Wirtschaftshochschulen weltweit sind dreifach akkreditiert. In Deutschland sind es gegenwärtig vier Universitäten (zwei staatlich, zwei privat). Internationale Spitzenuniversitäten wie die Mitglieder der amerikanischen Ivy League oder die englischen Universitäten Oxford und Cambridge tragen keine Triple Crown. Sie sind jedoch durch einzelne dieser drei Institute akkreditiert, so die Business Schools von Harvard, Yale, Stanford (AACSB). Oxford und Cambridge (EQUIS).

## Akkreditierung
Die drei akkreditierenden Institute der Triple Crown sind die folgenden:

### Association to Advance Collegiate Schools of Business
Die Association to Advance Collegiate Schools of Business (kurz: AACSB) hat ihren Sitz in Tampa im US-Bundesstaat Florida. Sie ist die älteste der drei Triple-Crown-Institutionen und wurde im Jahr 1916 als Vereinigung besonders forschungsintensiver Universitäten gegründet. In den USA sind die meisten Wirtschaftshochschulen der obersten Rangplätze nur AACSB-akkreditiert, prominentes Beispiel ist die Harvard Business School. Etwa 5 % aller Business Schools der Welt tragen eine AACSB-Akkreditierung. Mit Stand 2019 waren es in Deutschland dreizehn Institutionen.

### Association of MBAs
Die Association of MBAs (kurz: AMBA) hat ihren Sitz in der britischen Hauptstadt London. Sie wurde 1976 gegründet, um die Qualität europäischer Business Schools im Verhältnis zu den international deutlich sichtbareren, amerikanischen Universitäten hervorzuheben. Heute ist sie darauf spezialisiert, hochwertige MBA- und DBA-Abschlüsse selbst zu akkreditieren und nicht auf vorhandene Akkreditionen hinzuweisen. Mit Stand 2022 sind 2 % aller Business Schools weltweit bei der AMBA akkreditiert. Aus Deutschland halten mit Stand 2017 sechs deutsche Hochschulen diese Akkreditierung. Bietet eine Universität keinen MBA- oder DBA-Abschluss an, kann sie auch nicht AMBA-akkreditiert werden, was viele deutsche Hochschulen bereits von der Triple Crown ausschließt.

### European Quality Improvement System
Das European Quality Improvement System (kurz: EQUIS) mit Sitz in Brüssel, Belgien, wurde 1997 von der European Foundation for Management Development gegründet, und ist die jüngste der drei Akkreditierungsorganisationen. 52 % ihrer Mitglieder sitzen in Europa. Nach Europa sitzen die meisten akkreditierten Business Schools in Asien. In den USA gibt es lediglich vier Mitglieder wie z. B. die Washington State University St. Louis. In Deutschland tragen sechs deutsche Universitäten diese Akkreditierung sowie zusätzlich der Berliner Campus der französischen ESCP Business School.

## Verbreitung
| Fakultät                                                                 | Universität                              | Stadt                                                    | Staat                                   |
| ------------------------------------------------------------------------ | ---------------------------------------- | -------------------------------------------------------- | --------------------------------------- |
| Adam Smith Business School                                               | University of Glasgow                    | Glasgow, Schottland                                      | Vereinigtes Königreich                  |
| Adolfo Ibáñez University                                                 |                                          | Santiago de Chile                                        | Chile                                   |
| Aarhus BSS                                                               | Aarhus Universitet                       | Aarhus                                                   | Dänemark                                |
| Akademia Leona Koźmińskiego                                              |                                          | Warschau                                                 | Polen                                   |
| Amsterdam Business School                                                |                                          | Amsterdam                                                | Niederlande                             |
| Aston Business School                                                    |                                          | Birmingham                                               | Vereinigtes Königreich                  |
| Ashridge Business School                                                 |                                          | Berkhamstead                                             | Vereinigtes Königreich                  |
| Audencia Nantes                                                          |                                          | Nantes                                                   | Frankreich                              |
| Auckland Business School                                                 | University of Auckland                   | Auckland                                                 | Neuseeland                              |
| KEDGE Business School                                                    |                                          | Talence                                                  | Frankreich                              |
| BI Norwegian Business School                                             |                                          | Oslo                                                     | Norwegen                                |
| Bradford University School of Management                                 | University of Bradford                   | Bradford                                                 | Vereinigtes Königreich                  |
| Brisbane Graduate School of Business                                     | Queensland University of Technology      | Brisbane                                                 | Australien                              |
| Cass Business School                                                     | City, University of London               | London                                                   | Vereinigtes Königreich                  |
| Católica Lisbon School of Business and Economics                         | Universidade Católica Portuguesa         | Lissabon                                                 | Portugal                                |
| Copenhagen Business School                                               |                                          | Frederiksberg                                            | Dänemark                                |
| Cranfield School of Management                                           |                                          | Bedfordshire                                             | Vereinigtes Königreich                  |
| División Académica de Administración y Contaduría                        | Instituto Tecnológico Autónomo de México | Mexiko-Stadt                                             | Mexiko                                  |
| Durham Business School                                                   | Durham University                        | Durham                                                   | Vereinigtes Königreich                  |
| EAESP                                                                    | Fundação Getulio Vargas                  | São Paulo                                                | Brasilien                               |
| EGADE Business School                                                    | Tecnológico de Monterrey                 | Monterrey                                                | Mexiko                                  |
| EDHEC                                                                    |                                          | Lille/Nizza                                              | Frankreich                              |
| EM Lyon                                                                  |                                          | Lyon-Ecully                                              | Frankreich                              |
| ESC Rennes School of Business                                            |                                          | Rennes                                                   | Frankreich                              |
| European School of Management and Technology                             |                                          | Berlin                                                   | Deutschland                             |
| ESSEC Business School                                                    |                                          | Paris, Singapur                                          | Frankreich, Singapur                    |
| ESADE Business School                                                    | ESADE University Faculties               | Barcelona                                                | Spanien                                 |
| KEDGE Business School                                                    |                                          | Marseille                                                | Frankreich                              |
| Faculty of Business                                                      | City University of Hong Kong             | Hongkong                                                 | Hongkong                                |
| Faculty of Business                                                      | The Hong Kong Polytechnic University     | Hongkong                                                 | Hongkong                                |
| Faculdade de Economia                                                    | Universidade Nova de Lisboa              | Lissabon                                                 | Portugal                                |
| Frankfurt School of Finance and Management                               |                                          | Frankfurt am Main                                        | Deutschland                             |
| Grenoble School of Management                                            |                                          | Grenoble                                                 | Frankreich                              |
| Hanken School of Economics                                               |                                          | Helsinki                                                 | Finnland                                |
| HEC Paris (École des hautes études commerciales)                         |                                          | Paris                                                    | Frankreich                              |
| HEC Montreal                                                             |                                          | Montreal                                                 | Kanada                                  |
| Aalto University School of Business ehemals Helsinki School of Economics |                                          | Helsinki                                                 | Finnland                                |
| Henley Business School                                                   |                                          | Henley-on-Thames and Reading                             | Vereinigtes Königreich                  |
| Hong Kong Baptist University                                             |                                          | Hongkong                                                 | China                                   |
| Hull University Business School                                          |                                          | Kingston upon Hull                                       | Vereinigtes Königreich                  |
| Hult International Business School                                       |                                          | Boston, Dubai, London, New York, San Francisco, Shanghai | USA, Vereinigtes Königreich, UAE, China |
| IAE Business School                                                      |                                          | Buenos Aires                                             | Argentinien                             |
| IE Business School                                                       |                                          | Madrid                                                   | Spanien                                 |
| ICN Business School                                                      |                                          | Nancy                                                    | Frankreich                              |
| IESA                                                                     |                                          | Caracas                                                  | Venezuela                               |
| IESE Business School                                                     |                                          | Barcelona                                                | Spanien                                 |
| Insper Instituto de Ensino e Pesquisa                                    |                                          | São Paulo                                                | Brasilien                               |
| International Institute for Management Development                       |                                          | Lausanne                                                 | Schweiz                                 |
| INSEAD Fontainebleau                                                     |                                          |                                                          | Frankreich, Singapur                    |
| Lancaster University Management School                                   |                                          | Lancaster                                                | Vereinigtes Königreich                  |
| Leeds University Business School                                         |                                          | Leeds                                                    | Vereinigtes Königreich                  |
| London Business School                                                   |                                          | London                                                   | Vereinigtes Königreich                  |
| Lund University for Economics and Management (LUSEM)                     |                                          | Lund                                                     | Schweden                                |
| School of Business and Economics (SBE)                                   | Maastricht University                    | Maastricht                                               | Niederlande                             |
| Manchester Business School                                               | University of Manchester                 | Manchester                                               | Vereinigtes Königreich                  |
| Mannheim Business School                                                 | Universität Mannheim                     | Mannheim                                                 | Deutschland                             |
| Faculty of Business and Economics                                        | Monash University                        | Melbourne                                                | Australien                              |
| Nova School of Business and Economics                                    |                                          | Lisbon                                                   | Portugal                                |
| Open University Business School                                          |                                          | Milton Keynes                                            | Vereinigtes Königreich                  |
| La Rochelle Business School                                              |                                          | La Rochelle                                              | Frankreich                              |
| NEOMA Business School                                                    |                                          | Reims                                                    | Frankreich                              |
| Rotterdam School of Management                                           | Erasmus-Universität Rotterdam            | Rotterdam                                                | Niederlande                             |
| Telfer School of Management                                              | Universität Ottawa                       | Ottawa                                                   | Kanada                                  |
| Trinity Business School                                                  | Trinity College Dublin                   | Dublin                                                   | Irland                                  |
| Toulouse Business School                                                 |                                          | Toulouse                                                 | Frankreich                              |
| Tongji School of Economics and Management (Tongji SEM)                   | Tongji-Universität                       | Shanghai                                                 | China                                   |
| TUM School of Management                                                 | TU München                               | München                                                  | Deutschland                             |
| Facultad de Administración                                               | Universidad de los Andes                 | Bogotá                                                   | Kolumbien                               |
| Michael Smurfit Graduate School of Business                              | University College Dublin                | Dublin                                                   | Irland                                  |
| School of Business, Economics and Law                                    | Universität Göteborg                     | Göteborg                                                 | Schweden                                |
| SDA Bocconi School of Management                                         | Università Commerciale Luigi Bocconi     | Mailand                                                  | Italien                                 |
| Shanghai Jiao Tong University                                            |                                          | Shanghai                                                 | China                                   |
| Sun Yat-sen Business School                                              | Sun-Yat-sen-Universität                  | Gouangdong                                               | China                                   |
| Universität St. Gallen                                                   |                                          | St. Gallen                                               | Schweiz                                 |
| University of Canterbury Business School                                 | University of Canterbury                 | Christchurch                                             | Neuseeland                              |
| University of Edinburgh Business School                                  |                                          | Edinburgh                                                | Vereinigtes Königreich                  |
| University of Liverpool Management School                                | University of Liverpool                  | Liverpool                                                | Vereinigtes Königreich                  |
| University of Strathclyde Graduate School of Business                    |                                          | Glasgow, Schottland                                      | Vereinigtes Königreich                  |
| Vlerick Leuven Gent Management School                                    |                                          | Ghent                                                    | Belgien                                 |
| Waikato Management School                                                |                                          | Hamilton                                                 | Neuseeland                              |
| Warwick Business School                                                  | University of Warwick                    | Coventry                                                 | Vereinigtes Königreich                  |
| Wirtschaftsuniversität Wien                                              |                                          | Wien                                                     | Österreich                              |
| Universität Kapstadt                                                     | Graduate School of Business              | Kapstadt                                                 | Südafrika                               |
| Newcastle Business School                                                | Newcastle University                     | Newcastle upon Tyne                                      | Vereinigtes Königreich                  |

## Weiterführendes
- Association of MBAs
- Association to Advance Collegiate Schools of Business
- European Quality Improvement System
- Liste AMBA-akkreditierter Wirtschaftshochschulen